# Купальське вогнище

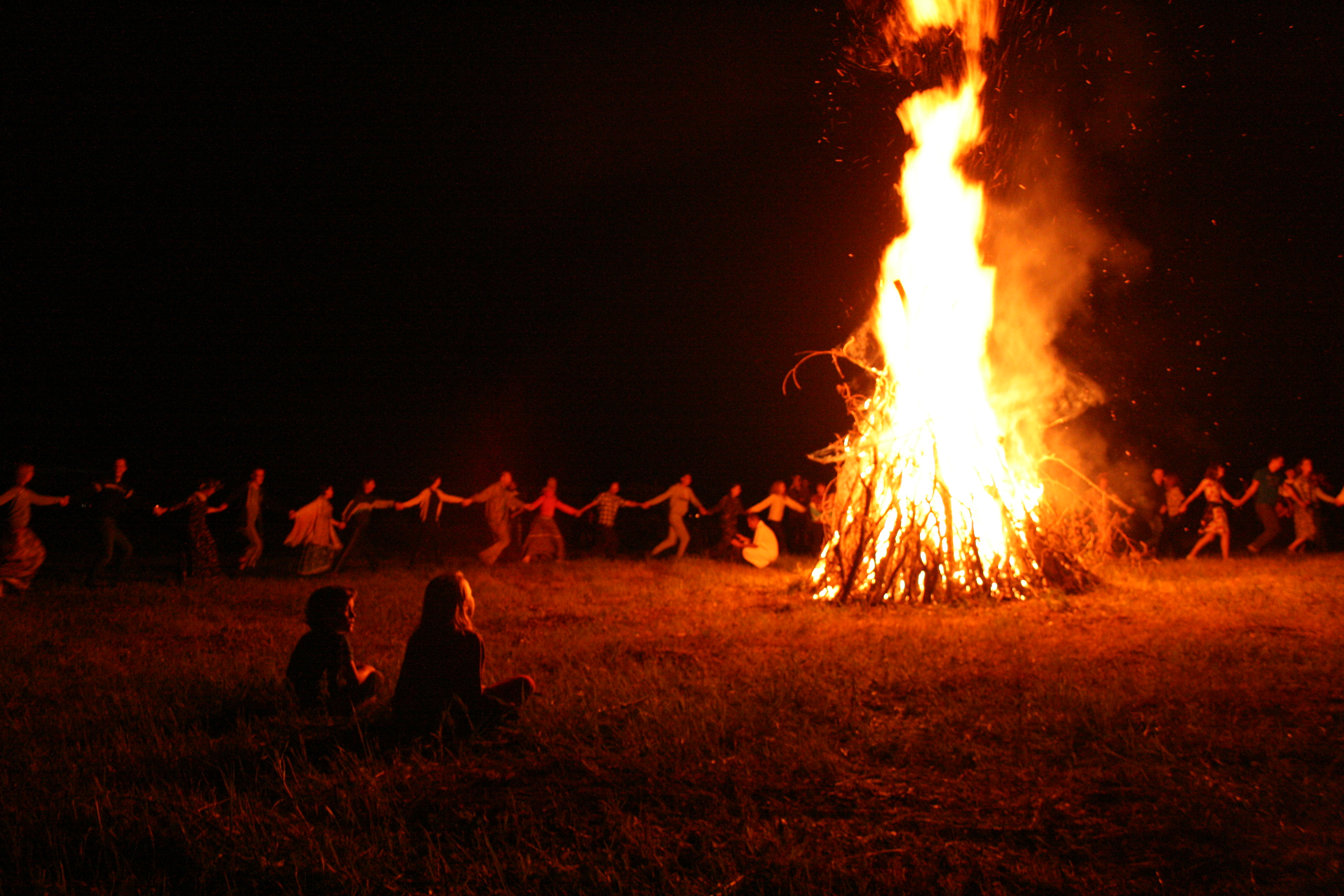
Купальське вогнище

Купальське вогнище (д.-рус. Купала, пол. Sobótka, словац. Sobotka) — святкове ритуальне багаття, один із головних атрибутів свята Івана Купала, яке відмічають у день літнього сонцестояння. Є уособленням сонячного світла. Традиційно розпалюється методом тертя (за допомогою «живого» вогню) на високих точках рельєфу. За повір'ями, виконує функцію очищення.

## Походження назви
Західнослов'янський варіант назви купальського вогнища («соботка») пов'язується з назвою гори Собутка, розташованої в Сілезії, на якій у давнину проводили ритуальні зібрання жителі цього регіону. Дослідник Б. О. Рибаков, пов'язуючи також слово «sobotka» зі спорідненим словом «собор», робить припущення, згідно з яким дана назва означає скупчення людей, тобто масове святкування дня літнього сонцестояння.
На думку дослідника, аналогічне значення має й давньоруський варіант назви вогнища — «купала»: корінь «куп» означає короткочасне зібрання великої кількості людей у певному місці.
Білоруський учений В. Мартинов та чеський учений-славіст І. Добровський вважають, що слово «купала» генетично пов'язане зі словом «вогонь». За їхніми висновками, первинним у даному випадку є ритуальне вогнище, від якого, власне, й походить назва свята.
Західнослов'янську назву купальського вогнища вживали також бойки та лемки («субітка»). Серед поліщуків була поширена назва «купайло» або «купайлиця».

## Розпалювання

Наглядач за купальським вогнищем. Пирогів, 6 липня 2015

Початково процес розпалювання купальського вогнища здійснював найстарший за віком член роду. Однак згодом ця традиція набула певних змін. Методом тертя підпалюється приготовлена завчасно сировина. Перед початком цього процесу на місці, де буде розпалене вогнище, встромляють у землю жердину, довкола якої розкладають хмиз. Потім це місце оточують четверо чоловіків, що символізують пори року, тримаючи при цьому в руках запалені смолоскипи. Далі ці чоловіки, формуючи «сонячне сплетіння», одночасно підпалюють хмиз. Купальське вогнище розпалюється після заходу сонця; воно не повинно згасати до настання світанку. Купальські вогнища традиційно розпалюють на височинах у лісовій місцевості біля водоймищ, а також на околицях сіл. Це робиться для того, щоб максимально наблизити купальський вогонь до сонця.
На Поліссі для розпалювання купальського вогнища використовували вогонь, принесений з дому; це робилося для демонстрації спорідненості між домашнім та купальським вогнищем.
У Франції в епоху Середньовіччя купальське вогнище розпалювали священики або навіть король, а в Білорусі для цього обирали вповноважену особу — Купаліша. На території Словенії розпалюванням купальського вогню займалися жінки.
В Україні як сировину для розпалювання купальського вогню використовували відпрацьовані речі та хмиз.

## Обряди

Один з найголовніших купальських обрядів — перестрибування через вогнище. Пирогів, 6 липня 2015

Купальське вогнище робилося з великої кількості хмизу та непотрібних речей, принесених з усіх точок населеного пункту. Відмова в наданні матеріалу для купальського вогнища вважалася гріхом та засуджувалася. Із зібраного матеріалу робилася піраміда, всередині якої знаходилась жердина з черепом коня, бочкою, опудалом, колесом або іншим обрядовим предметом, що символізувала світове дерево. На Житомирщині з метою захисту від відьми, що, за повір'ями, відбирає молоко у корів, спалювали борони та колеса.
На Поліссі існував звичай розпалювати вогнище на цвинтарі.
Всі жінки були зобов'язані прийти до купальського вогнища; тих, які не прийшли, звинувачували у відьмацтві.
Біля вогнищ було прийнято водити хороводи, співати купальські пісні, танцювати, а також стрибати через них. Дівчата, стрибаючи через вогнище, намагалися захистити себе від хвороб та злих духів. Дівчина, що не перестрибнула через вогнище, вважалася відьмою та підлягала не жорсткому фізичному покаранню. На Київщині дівчина, яка втратила цноту до весілля, не мала права стрибати через купальське вогнище — адже вона могла «заплямувати» його.
В Україні та Білорусі дівчата та хлопці стрибали через вогнище парами. За повір'ями, якщо під час стрибання їхні руки не розійдуться, то в майбутньому на них чекає шлюб. На території Гомельщини хлопці гойдали дівчат над купальським вогнищем, щоб захистити їх від злих чар.
Серед хлопців існував також звичай ганятися зі смолоскипами за дівчатами, лякаючи та змушуючи їх стрибати через вогнище. Також хлопці зіштовхували з гірки підпалені бочки та колеса.
У деяких регіонах між купальськими вогнищами проганяли домашню худобу з метою захисту її від мору. Також спалювали одяг хворих дітей, щоби ті швидше одужали. Купальське вогнище наділялося магічною силою, здатною відганяти нечисть. У деяких місцях у ніч на Івана Купала зіштовхували з гір та носили на жердинах підпалені бочки та колеса, що символізувало літнє сонцестояння.
На Поліссі існував також звичай вивішувати над вогнищем дьогтярні банки.
Залишки купальського вогнища розкидували по полях та огородах, розміщували серед посівів, вугілля закопували в грядки, а також несли додому та кидали в піч — вважалося, що ці залишки здатні підвищити врожай. Також через них переганяли худобу.
В Україні та Білорусі існував також звичай під назвою колісня, згідно з яким старі колеса підпалювали та зіштовхували з гірки, також їх катали по селу. Іноді на таких колесах катали дівчат.
Серед купальських звичаїв, пов'язаних з вогнищем, було також спалення кінського черепа та півня. Спалювання півня вважається жертвоприношенням сонцю з метою досягти його прихильності, а череп коня, навпаки, пов'язаний з нечистою силою, а його знищення має на меті боротьбу з нею. Це пов'язано з давніми уявленнями пращурів сучасних українців та білорусів.

## Функції
Купальський вогонь виконує подвійну функцію — задобрювання вищих сил (у першу чергу сонця) та відлякування злих духів. Аналогічні функції виконують і залишки купальського вогнища.